# Kasper Kłoczowski
Kasper Kłoczowski herbu Rawicz (zm. przed 15 września 1644) – podczaszy chełmski w 1628 roku, poseł ziemi chełmskiej na sejm 1628 roku, deputat tej ziemi na Trybunał Skarbowy Koronny w 1628 roku.
Poseł na sejm zwyczajny 1635 roku, sejm 1639 roku, sejm 1641 roku, sejm 1642 roku. 